# Контекстное обучение
Контекстное обучение — форма активного обучения, предназначенная для применения в высшей школе, ориентированная на профессиональную подготовку студентов и реализуемая посредством системного использования профессионального контекста, постепенного насыщения учебного процесса элементами профессиональной деятельности.

## Особенности методики
Концепция разработана А. А. Вербицким в 1991 году. Контекстное обучение опирается на теорию деятельности, в соответствии с которой усвоение социального опыта осуществляется в результате активной, пристрастной деятельности субъекта. В нём получают воплощение следующие принципы:
- активности личности
- проблемности
- единства обучения и воспитания
- последовательного моделирования в формах учебной деятельности слушателей содержания и условий профессиональной деятельности специалистов.

Особое внимание обращается на реализацию постепенного, поэтапного перехода студентов к базовым формам деятельности более высокого ранга: от учебной деятельности академического типа к квазипрофессиональной деятельности (деловые и дидактические игры) и, потом, к учебно-профессиональной деятельности (НИРС, практики, стажировки). Преподавание общеобразовательных дисциплин предлагается трактовать в контексте профессиональной деятельности, отходя в этом от академичного изложения научного знания.     
В качестве средств реализации теоретических подходов в контекстном обучении предлагается в полном объеме использовать методы активного обучения (в трактовке А. А. Вербицкого — методы контекстного обучения). Вместе с тем отмечается, что необходимо комплексно подходить к использованию различных форм, методов и средств активного обучения в органическом сочетании с традиционными методами. 